# 陳鴻珍
陳鴻珍前人（1923年11月30日—2008年1月6日），人稱陳大姑，字瑩如，道號元貞，天津人，一貫道點傳師，發一組崇德道場創辦人。一貫道宣稱無極老母在陳鴻珍女士歸空（意為逝世）後封她為「不休息菩薩」。

## 生平

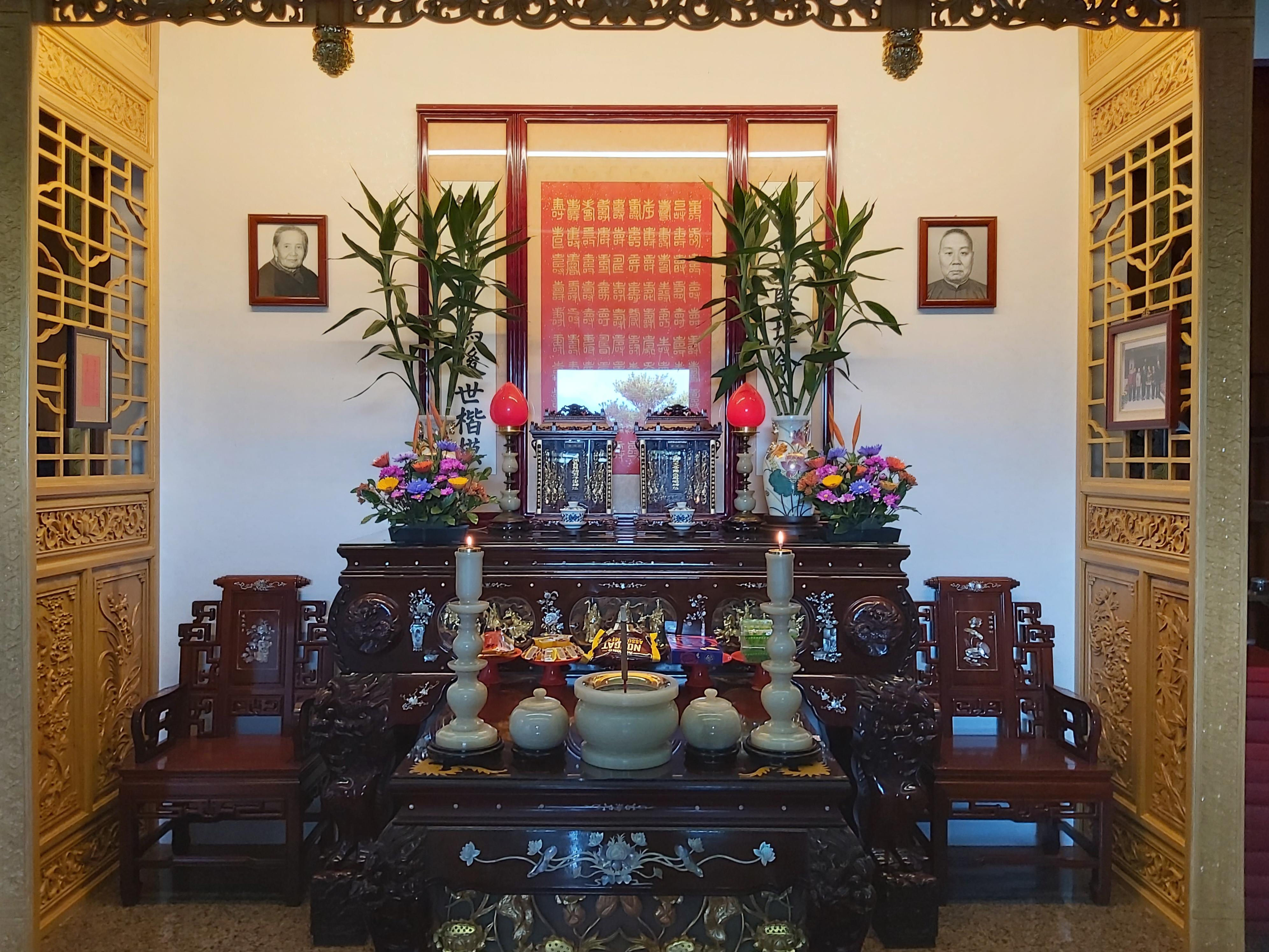
臺中市霧峰區金陵山崇德園內祭祀陳鴻珍父母靈位的「承玄堂」。

陳鴻珍在民國12年（1923年）農曆十月廿三日即國曆11月30日生於天津市，家中因經商致富，父親陳鳳鳴為天津雜貨商會會長，熱心公益。據傳陳鴻珍出生前，外婆和母親顏氏同時夢見觀音送子到陳家祠堂。父母因希望她在觀世音菩薩護佑下，前程遠大，故取名「鴻珍」。其家中有兩個弟弟、四個妹妹。
1940年，於天津明德壇經點傳師宮彭齡引入一貫道，其後主要在韓雨霖老前人創辦的同興壇參道。1947年，奉張天然指示到臺灣傳教，半年後因水土不服返津治療。1948年參加張天然逝世後的「懺悔班」，決定立清修願（終身不嫁），同年8月再次隨韓雨霖到臺灣傳教，1950年由韓雨霖授予點傳師職位，開創隸屬於發一組的崇德道場。同年在斗六沿街宣道引人聚眾聽講遭逮捕，被囚28天。
1985年，創立小天使班，來照顧道親子女。她在台灣先後發起成立崇德、崇仁、崇義、崇禮、光慧五個文教基金會，及發一崇德慈善基金會，並提倡孝道。
1987年，前往立法院說明傳道宗旨並向政府請命，同年一貫道合法立案。曾獲頒華夏文化獎章及三等景星勳章。
2008年1月6日逝世，一貫道宣布無生老母封她為「不休息菩薩」。告別式時，馬英九雙膝下跪，行三叩首大禮。時任中華民國總統陳水扁亦頒發褒揚令。
財團法人崇德文化教育基金會董事長、一貫道世界總會副理事長陳鴻珍，賦性貞毅，才秀明達。早歲勤力修持，來臺開荒闡教，弗避艱遠，卓然有成。平居樂道好古，心存康濟惠眾，擔任崇德文化教育基金會、埔里光明仁愛之家及西螺信義育幼院等公益團體董事長，提倡倫理道德，致力照護弱勢族群；促進宗教交流，拓展海外弘法志業，仁德善行，博施群生。曾獲頒全國好人好事八德獎、教育部推行社會教育有功個人獎、內政部社會服務獎章、泰國皇室社會福利獎章暨三等景星勳章等殊榮，績望昭彰，群倫共仰。綜其生平，厚澤溥民一甲子，弘道淑世六十年，修己安人，貽範永嘉。茲聞溘逝，軫悼良深，應予明令褒揚，以示政府篤念馨賢之至意。——陳水扁，總統令（華總二榮字第09710004161號）
2022年12月4日，一貫道發一崇德組線成員在可容納萬人規模的臺北和平籃球館擴大舉辦「不休息菩薩」陳鴻珍前人100週年聖誕感恩大會。

## 榮譽

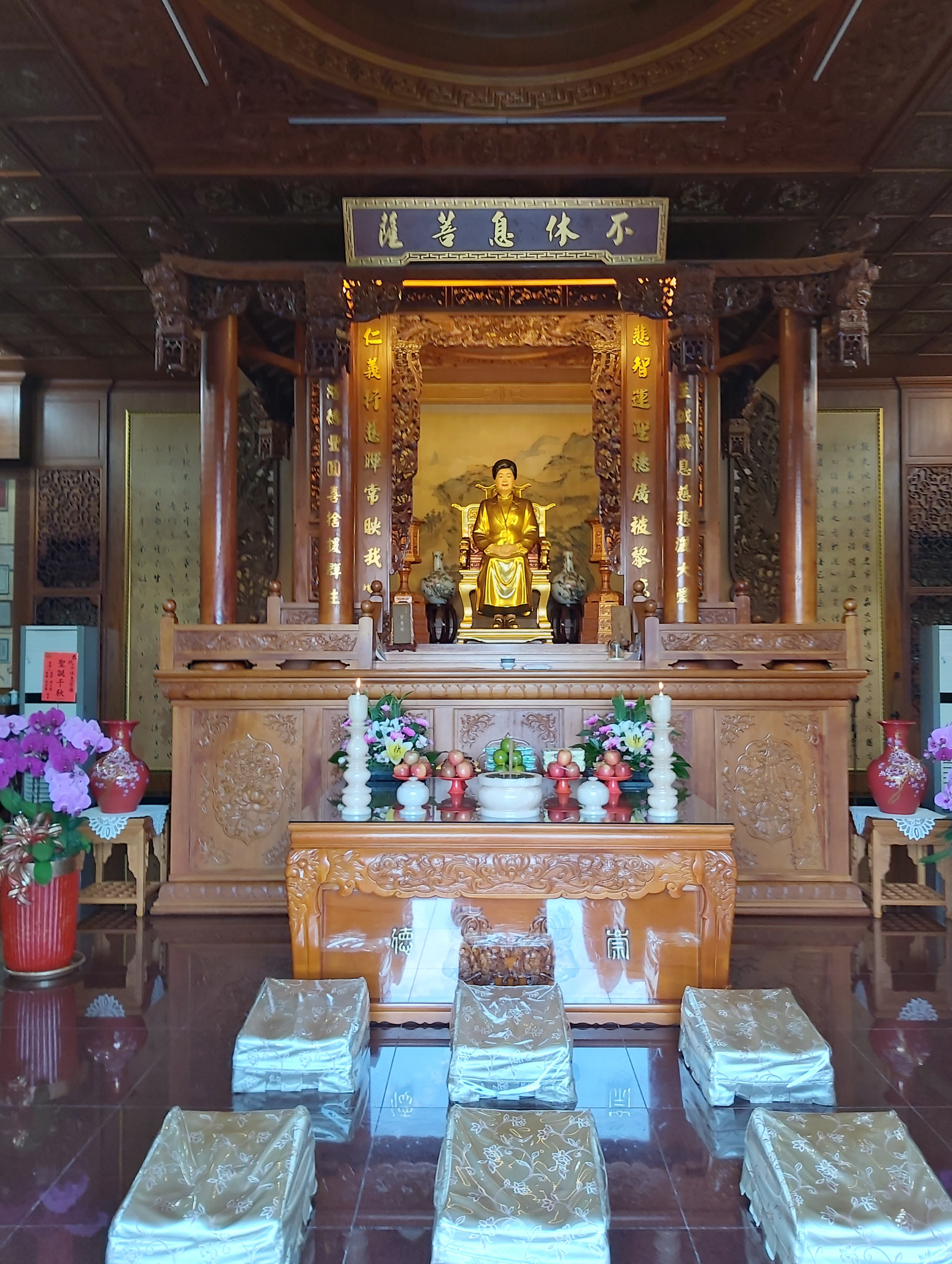
臺中市霧峰區金陵山崇德園「不休息菩薩寶殿」陳鴻珍陵寢正廳

### 中华民国勋章奖章
- 三等景星勋章（2004年2月6日于台北总统府颁授[8]）

### 其他
- 1991年，崇德文化教育基金會得到教育部頒發「全國推行社教育有功團體獎」。
- 1994年，政府頒發「全國八德獎」肯定她對社會、國家的肯定。
- 1995年，她榮獲「泰國皇家社會福利救濟院」頒發「致力弘揚光明大道於世界暨促進文化交流卓著貢獻獎」。
- 1996年，教育部頒發「推動社會教育有功個人獎」。
- 2002年，內政部頒發「一等勳章」表揚她貢獻社會的功勛。

### 紀念

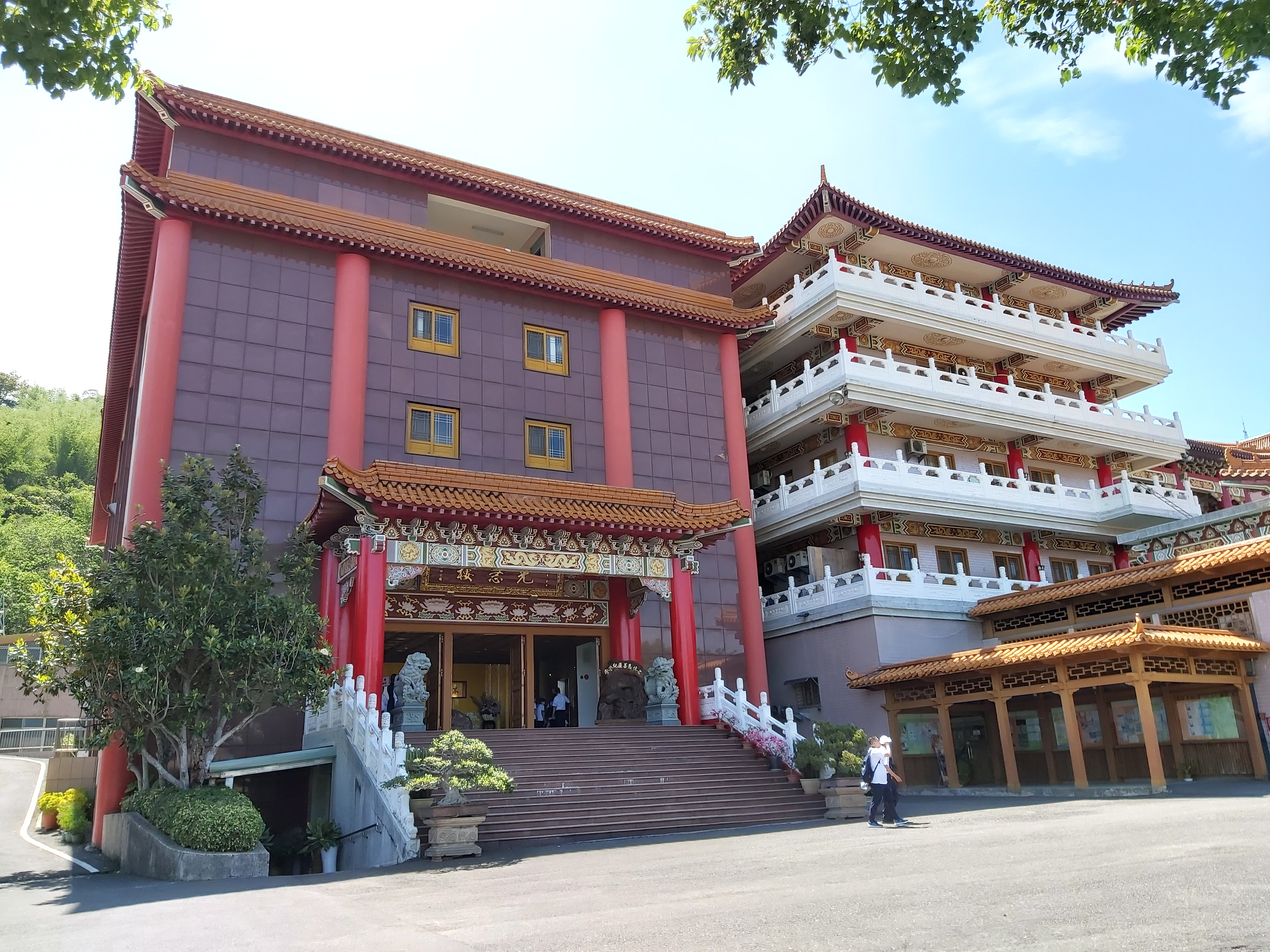
光慧文教館「不休息菩薩」紀念館
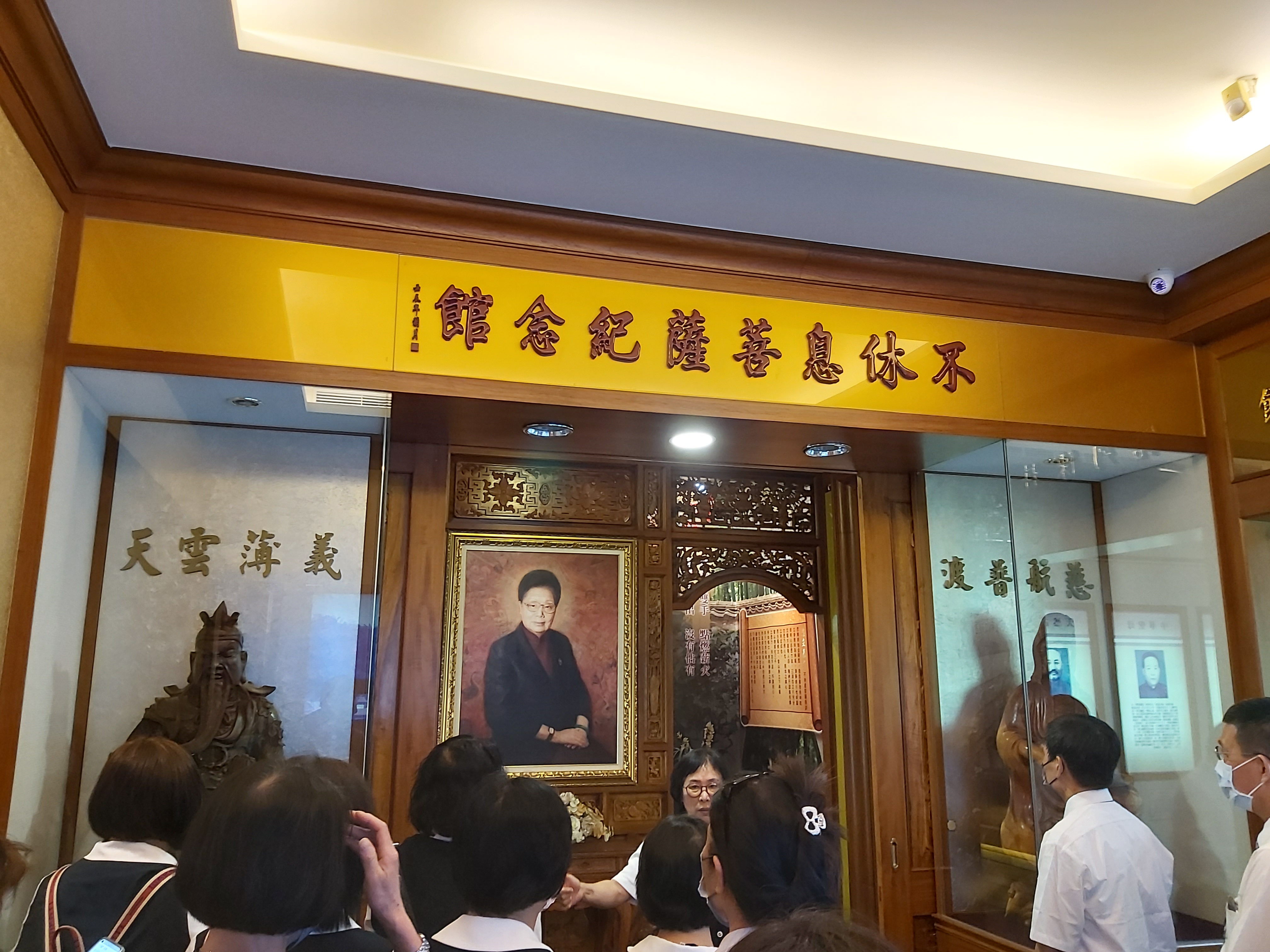
光慧文教館「不休息菩薩」紀念館入口
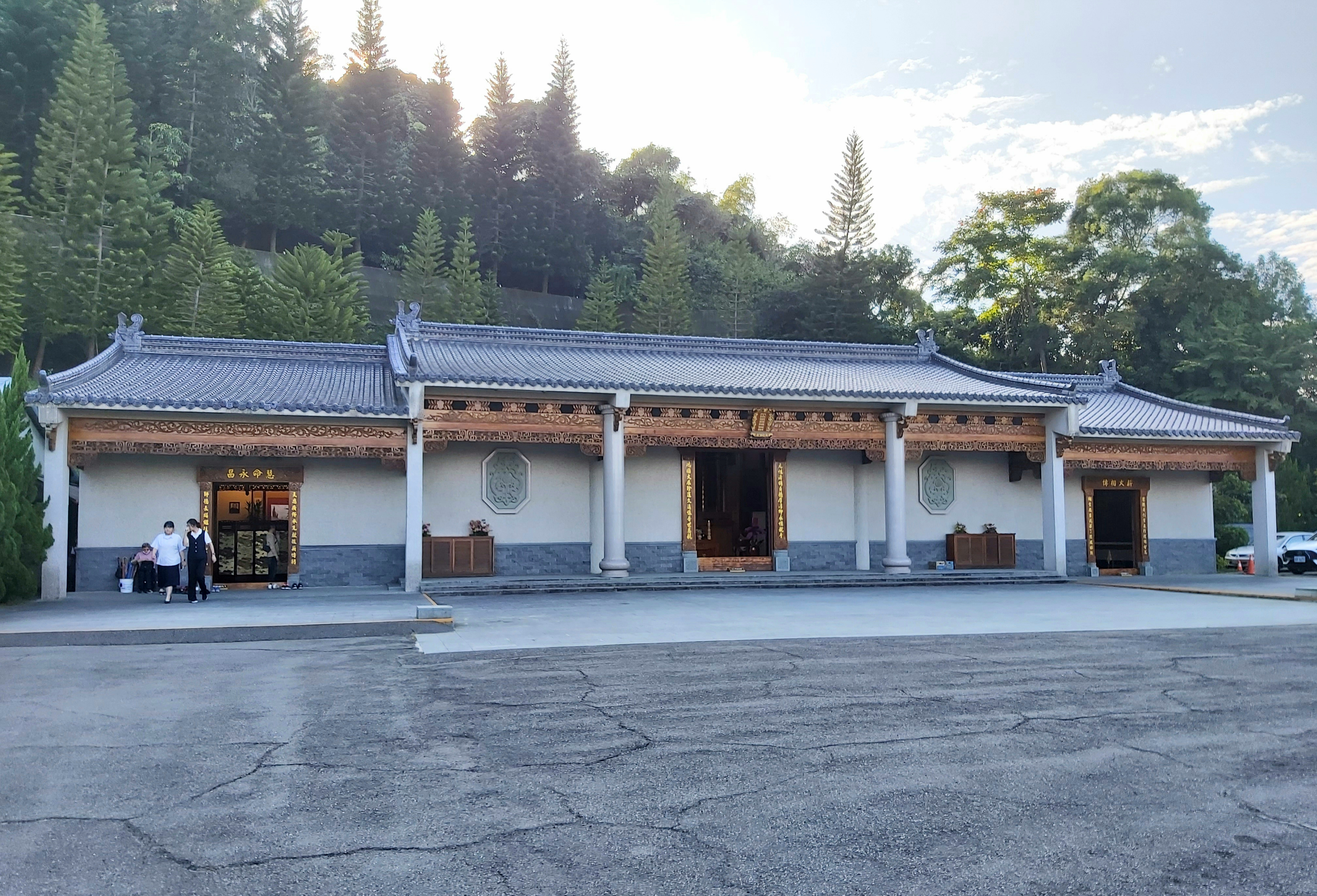
霧峰金陵山崇德園「不休息菩薩」陵寢

### 引用
1. ↑  . 發一崇德臺中正騰道場.   [2018-08-20]. （原始内容存档于2018-08-20） （中文（臺灣））.
2. ↑  林榮澤.  (PDF) (pdf).   [2018-08-20]. （原始内容存档 (PDF)于2018-08-20） （中文（臺灣））.
3. 1 2 3 4  蔡惠光; 李淑華. . 蘋果日報. 2008-01-28. （原始内容存档于2020-03-25）.
4. 1 2  中評社. . 中國評論新聞網. 2008-01-28.
5. ↑  . 財團法人崇德文化教育基金會.
6. ↑  發一崇德道場道務中心文書組. . 崇德學院.   [2018-08-20]. （原始内容存档于2018-08-20） （中文（臺灣））.
7. ↑  鍾志鵬. . 三立新聞網. 2022-12-08  [2024-11-27]. （原始内容存档于2024-12-04）.
8. ↑  . 中华民国总统府. 2004-02-06  [2021-08-29]. （原始内容存档于2021-08-29）.

## 外部連結
- （繁體中文）發一崇德 （页面存档备份，存于）
- 印尼一貫道